# Live at Wembley ’86
Live at Wembley ’86 ist das 1992 erschienene, dritte Livealbum der britischen Rockgruppe Queen. Das Doppelalbum enthält den Mitschnitt von Queens Auftritt am 12. Juli 1986 im Londoner Wembley-Stadion.
Bereits 1990 war eine gekürzte Video-Aufzeichnung dieses Konzerts als VHS-Kassette (At Wembley) veröffentlicht worden. Der vollständige Mitschnitt Live at Wembley Stadium erschien 2003 als DVD; unter demselben Titel und mit angepasster Covergestaltung wurde gleichzeitig auch das Album neu herausgebracht.

## Titelliste
CD 1
1. One Vision (Queen) – 5:50
2. Tie Your Mother Down (May) – 3:52
3. In the Lap of the Gods[1] (Mercury) – 2:43
4. Seven Seas of Rhye (Mercury) – 1:18
5. Tear It Up (May) – 2:12
6. A Kind of Magic (Taylor) – 8:41
7. Under Pressure (Queen, Bowie) – 3:41
8. Another One Bites the Dust (Deacon) – 4:53
9. Who Wants to Live Forever (May) – 5:16
10. I Want to Break Free (Deacon) – 3:33
11. Impromptu (Queen) – 2:56
12. Brighton Rock Solo (May) – 9:10
13. Now I’m Here (May) – 6:20

CD 2
1. Love of My Life (Mercury) – 4:48
2. Is This the World We Created…? (Mercury, May) – 2:58
3. (You’re So Square) Baby I Don’t Care (Leiber, Stoller) – 1:36
4. Hello Mary Lou (Goodbye Heart) (Pitney) – 1:50
5. Tutti Frutti (Penniman, LaBostrie) – 2:53
6. Gimme Some Lovin’ (S. Winwood, M. Winwood, Davis) – 0:55
7. Bohemian Rhapsody (Mercury) – 5:50
8. Hammer to Fall (May) – 5:56
9. Crazy Little Thing Called Love (Mercury) – 6:05
10. Big Spender (Coleman, Fields) – 1:06
11. Radio Ga Ga (Taylor) – 5:57
12. We Will Rock You (May) – 2:47
13. Friends Will Be Friends (Mercury, Deacon) – 2:06
14. We Are the Champions (Mercury) – 4:04
15. God Save the Queen (Trad. Arrangement: May) – 1:27

Vor Tear It Up spielten Queen einen kurzen Ausschnitt aus Liar (Mercury). Sämtliche Zeitangaben beziehen sich auf die CD-Titel einschließlich Ansagen und Applaus und nicht auf die tatsächlichen, in der Regel kürzeren Titel-Längen. Der Live-Mitschnitt von Tutti Frutti wurde gekürzt (2:53 Minuten); die im Jahr 2003 neu herausgebrachte Ausgabe des Albums (Live at Wembley Stadium) enthält hingegen die vollständige Fassung des Stücks (3:24 Minuten).
Die Produzenten des Albums sind Queen, aufgenommen wurde es von Mack. Der Mix stammt von Brian Malouf.

## Equipment
Zusätzlich zu den Instrumenten der Musiker sind die Hersteller angegeben:
- Klavier: Steinway
- E-Gitarre (Mercury in Crazy Little Thing Called Love): Telecaster
- Bass-Gitarre: Fender Precision
- Trommeln: Yamaha
- Becken: Zildjian
- Tamburin: Ludwig-Musser
- E-Gitarre (May): Red Special, Telecaster in Crazy Little Thing Called Love
- akustische Gitarre: Gibson, Ovation Pacemaker
- Synthesizer: Yamaha DX7, Roland, E-MU Emulator II
- E-Gitarre (Edney in Hammer to Fall): Gordon Smith

## Das Video

Aufbau der Bühne im Wembley-Stadion 1986, Vorderansicht

Grundriss der Bühne im Wembley-Stadion 1986

Skizze der Bühne im Wembley-Stadion 1986

Der Regisseur der Video-Aufzeichnung von Queens Auftritt im Wembley-Stadion ist Gavin Taylor.

### VHS (1990)
Unter dem Titel At Wembley erschien 1990 ein gekürzter Video-Mitschnitt des Konzerts als VHS. Nicht enthalten sind die folgenden neun Tracks: Tear It Up – Impromptu – Brighton Rock Solo – Now I’m Here – Love of My Life – (You’re So Square) Baby I Don’t Care – Hello Mary Lou (Goodbye Heart) – Gimme Some Lovin’ – Big Spender.

### DVD (2003)
Die im Juni 2003 veröffentlichte DVD Live at Wembley Stadium (Parlophone) enthält alle Stücke des Konzerts beziehungsweise Albums. Dieses 2-DVD-Set beinhaltet zusätzlich u. a.: Ausschnitte aus dem Vortags-Konzert im Wembley-Stadion, aufgenommen am 11. Juli 1986; Interviews mit Brian May, Roger Taylor, Video-Regisseur Gavin Taylor und Queens Tournee-Manager Gerry Stickles; eine Backstage-Dokumentation und Proben-Ausschnitte. Bei vier Stücken des Live-Mitschnitts gibt es eine Multi-Angle-Funktion, d. h. Queens Auftritt kann während der Tracks One Vision, Under Pressure, Now I’m Here sowie We Are the Champions aus unterschiedlichen Kamera-Perspektiven betrachtet werden, die auf die einzelnen Bandmitglieder fixiert sind.
In Deutschland wurde die DVD mit 4× Platin für über 200.000 verkaufte Exemplare ausgezeichnet. Damit ist Live at Wembley ’86 eines der meistverkauften Videoalben in Deutschland.

## Chartplatzierungen und Verkaufszahlen

### Album
In den Charts erreichte das 1992 erschienene Album Live at Wembley ’86 folgende Platzierungen:
- #2 – Frankreich / Großbritannien (Gold)[2] / Spanien.
- #6 – Österreich (Gold)[3] / Schweiz (Gold)[4]
- #9 – Niederlande.[5]
- #13 – Italien[6]
- #20 – Deutschland (Gold).[7]
- #29 – Schweden.[8]
- #53 – USA (Platin).[9]
- #81 – Japan.[5]

### DVD
Die höchsten Charts-Positionen der 2003 veröffentlichten DVD Live at Wembley Stadium sind folgende:
- #1 – Australien / Deutschland (3× Platin[7]) / Großbritannien (4× Platin[2]) / Italien / Niederlande / Österreich (Gold[3]) / Portugal (11× Platin) / Spanien.
- #2 – Griechenland / Irland.
- #3 – Norwegen / Schweden.
- #4 – Dänemark / Frankreich.
- #? – USA (5× Platin).[9]

## Rezeption in den Medien
Vox (Großbritannien), 1992; von Shaun Phillips:

“For those of you who’ve already bought Live Magic – a cut’n’paste of the highlights of the 1986 European tour – Live At Wembley is a waste of time. The recording isn’t of an exceptional quality, there’s virtually no editing, but more importantly all of the songs on Live Magic […] appear in virtually the same running order on this new release. Most of the extra tracks presented are unremarkable covers which detract rather than enhance the event. […] The only song really worth the nostalgic revisit is ‘Who Wants To Live Forever?’, and only then for Mercury’s tragically prophetic introduction.”

All Music Guide (USA), von Greg Prato:

“The posthumously released, two-disc Live at Wembley proves once and for all that Queen was a superior live band, and like the Beatles, Stones, etc., had far too many hits to fit in a two-hour show. Recorded in their native England at the gigantic Wembley Stadium on the A Kind of Magic tour, the group was at their peak of popularity back home. […] Although most Queen fans prefer the unfairly criticized 1979 concert album Live Killers, Live at Wembley ’86 does a good job of balancing the well-known, for the uninitiated, and the lesser-known, for the hardcore fan.”

## Coverversionen
Auf ihren Studioalben haben Queen keine einzige Coverversion eines Popsongs veröffentlicht; enthalten sind lediglich kurze, instrumentale Fassungen von God Save the Queen und The Wedding March sowie ein Zitat aus dem Traditional I Do Like to Be Beside the Seaside (im Queen-Song Seven Seas of Rhye). Für den Film Highlander wurde ein Ausschnitt aus New York, New York aufgenommen. Bei Queens Live-Auftritten waren hingegen Coverversionen meist ein fixer Bestandteil der Setlist. Der Mitschnitt des Konzerts im Wembley-Stadion enthält gleich fünf live interpretierte Songs, die nicht von der Band selbst geschrieben wurden, wobei teils nur Ausschnitte der Original-Fassungen gespielt wurden. Im Gegensatz zu den anderen Coverversionen stand Big Spender bereits in den siebziger Jahren häufig auf dem Programm von Queen-Konzerten.
- Little Richards Single Tutti Frutti brachte für ihn 1955 den kommerziellen Durchbruch. Den Song hatte er (unter seinem Geburtsnamen Richard Penniman) gemeinsam mit Dorothy La Bostrie geschrieben.
- (You’re So Square) Baby I Don’t Care stammt von den Songschreibern Jerry Leiber und Mike Stoller. Elvis Presley veröffentlichte den Song 1957 als Single; im Jahr 1961 erschien Buddy Hollys Interpretation des Stücks.
- Hello Mary Lou (Goodbye Heart) wurde von Gene Pitney geschrieben und 1961 von Ricky Nelson als Single veröffentlicht.
- Gimme Some Lovin’ ist ein Singlehit der Spencer Davis Group aus dem Jahr 1966; die Autoren des Songs sind Steve Winwood, Muff Winwood und Spencer Davis.
- Big Spender stammt aus dem Musical Sweet Charity. Dessen Musik komponierte Cy Coleman, die Texte schrieb Dorothy Fields; die Uraufführung am Broadway fand im Januar 1966 statt. Shirley Basseys Version des Songs erschien 1967 als Single.

## Kommerzieller Erfolg

### Chartplatzierungen
| ChartsChartplatzierungen       | Höchstplatzierung | Wochen |
| ------------------------------ | ----------------- | ------ |
| Deutschland (GfK)              | 20 (40 Wo.)       | 40     |
| Österreich (Ö3)                | 6 (16 Wo.)        | 16     |
| Schweiz (IFPI)                 | 6 (13 Wo.)        | 13     |
| Vereinigte Staaten (Billboard) | 53 (15 Wo.)       | 15     |
| Vereinigtes Königreich (OCC)   | 2 (47 Wo.)        | 47     |

| ChartsJahrescharts (1992) | Platzierung |
| ------------------------- | ----------- |
| Deutschland (GfK)         | 92          |
| Österreich (Ö3)           | 32          |

### Auszeichnungen für Musikverkäufe
| Land/Region                  | Auszeichnungen für Musikverkäufe (Land/Region, Auszeichnung, Verkäufe) | Verkäufe  |
| ---------------------------- | ---------------------------------------------------------------------- | --------- |
| Brasilien (PMB)              | Gold                                                                   | 100.000   |
| Deutschland (BVMI)           | Gold                                                                   | 250.000   |
| Frankreich (SNEP)            | Platin                                                                 | 100.000   |
| Österreich (IFPI)            | Gold                                                                   | 25.000    |
| Neuseeland (RMNZ)            | Platin                                                                 | 15.000    |
| Niederlande (NVPI)           | Gold                                                                   | 40.000    |
| Polen (ZPAV)                 | Platin                                                                 | 40.000    |
| Schweiz (IFPI)               | Gold                                                                   | 25.000    |
| Spanien (Promusicae)         | Platin                                                                 | 100.000   |
| Vereinigte Staaten (RIAA)    | Platin                                                                 | 1.000.000 |
| Vereinigtes Königreich (BPI) | Platin                                                                 | 300.000   |
| Insgesamt                    | 5× Gold · 6× Platin ·                                                  | 2.345.000 |

Hauptartikel: Queen (Band)/Auszeichnungen für Musikverkäufe

## Trivia
Ein „prophetischer“ Moment ereignete sich am 12. Juli 1986 im Wembley-Stadion, als Freddie Mercury dem Publikum sagte: „there’s been a lot of rumours lately about a certain band called Queen, (…) the rumours are that we’re gonna split up, what do you think?“ Zuschauer: „No!“ Mercury: „(…) So forget those rumours, we’re gonna stay together until we fucking will die, I’m sure.“ Nach diesen Worten, die manche entfernt an eine Textstelle in Save Me erinnern, spielte die Band den Titel Who Wants to Live Forever.